# Mimetus hieroglyphicus
Mimetus hieroglyphicus là một loài nhện trong họ Mimetidae.
Loài này thuộc chi Mimetus. Mimetus hieroglyphicus được Cândido Firmino de Mello-Leitão miêu tả năm 1929.